# Yolande Mabika
Yolande Bukasa Mabika (* 8. September 1987 in Bukavu) ist eine in Zaire (heute Demokratische Republik Kongo) geborene Teilnehmerin der Olympischen Sommerspiele 2016. Sie startete als Judoka in der Gruppe Frauen bis 70 kg für das Refugee Olympic Team und lebt in ihrem Gastland Brasilien.

## Leben
Mabika wurde bereits in sehr jungen Jahren während des Zweiten Kongokrieges von ihren Eltern getrennt und erinnert sich nur noch daran, dass sie alleine war und dann von einem Hubschrauber in die Hauptstadt Kinshasa gebracht wurde. Dort lebte sie in einem Zentrum für vertriebene Kinder und erlernte die Sportart Judo.
Zu den Judo-Weltmeisterschaften 2013 reiste sie nach Rio de Janeiro, wo sie vor den Grausamkeiten ihrer Trainer, die sie ohne Nahrung und Wasser einsperrten, nach zwei Tagen zusammen mit ihrem Teamkollegen Popole Misenga aus dem Hotel flüchten konnte. Mit Hilfe der Hilfsorganisation Caritas konnte sie politisches Asyl beantragen. Sie bekam ebenso wie Popole Misenga einen Platz im Refugee Olympic Team. Heute trainiert Mabika bei Geraldo Bernardes am Instituto Reação in Rio de Janeiro, das von Flávio Canto gegründet wurde.